# Maurice Emmanuel
Maurice Emmanuel (Bar-sur-Aube, 2 maggio 1862 – Parigi, 14 dicembre 1938) è stato un compositore francese.

## Biografia
Ha studiato presso il Conservatorio di Parigi ed ottenne la laurea alla Università Sorbona di Parigi, con le dissertazioni sulla Education du danseur grecque e sulla Orchestique grecque.
Nel 1897 si trasferì in Germania per aggiornarsi sui metodi di educazione musicale e dopo poco pubblicò Les Conservatories de l'Allemagne et de l'Autriche (1898) e La musique dans les Universités allemandes (1910). 
Nel 1911 vinse il premio Kastner-Bourgault grazie alla pubblicazione Histoire de la langue musicale. 
Tra le sue pubblicazioni più importanti, annoveriamo: Traité de la musique greque, uno studio su Debussy (1926) e uno su César Franck (1928).
Dal 1904 al 1907 ha assunto la direzione musicale a Sainte-Clotilde e si fece notare per l'introduzione del canto a cappella palestriniano;
due anni dopo divenne insegnante al Conservatorio parigino.
Tra le composizioni, annoveriamo: Suite su temi orientali, In memoriam per canto e pianoforte, Terre de Bretagne per coro e orchestra.

## Incisioni discografiche
- Ouverture pour un conte gai, Op. 3; Sinfonia No. 1 in La Maggiore, Op. 18; Suite francaise, Op. 26; Sinfonia No. 2 "Bretonne" in La Maggiore, Op. 25 (Timpani Records - codice 1C1189)
- 6 Sonatine per pianoforte (Timpani Records - codice 1C1194)
- Sonata per violoncello e pianoforte, Op. 2; Sonata per flauto, clarinetto e pianoforte, Op. 11; Suite sur des airs populaires grecs, per violino e pianoforte, Op. 10; Sonata per cornetta e pianoforte in Si bemolle maggiore, Op. 29; Quartetto per archi in Si bemolle maggiore, Op. 8 (Timpani Records - codice 1C1167)
- 3 Odelettes anacreontiques, per voce, flauto e pianoforte, Op. 13; Musiques, per voce e pianoforte, Op. 17; Vocalise, per voce e pianoforte, Op. 24; In memoriam, per voce, violino, violoncello e pianoforte, Op. 12 (Timpani Records - codice 1C1030)
- Trente chansons bourguignonnes du pays de Beaune, Op. 15 (Canti di Borgogna; Marco Polo - codice 8.223891)
- Sinfonia No. 1 in La Maggiore, Op. 18; Sinfonia No. 2 "Bretonne" in La Maggiore, Op. 25; Le Poème du Rhone, Op. 30 (Marco Polo - codice 8.223507)

## Pubblicazioni
- Essai sur l'orchestique grecque : étude de ses mouvements d'après les monuments figurés, Parigi, 1895;
- De saltationis disciplina apud Graecos, Parigi, 1895;
- Histoire de la langue musicale, Parigi, 1911;
- Traité de l'accompagnement modal des psaumes, Lione, 1913;
- Pelléas et Mélisande de Claude Debussy, Parigi, 1926;
- César Franck, Parigi, 1930;
- Antonin Reicha, Parigi, 1937.